# 시가렛츠 에프터 섹스
시가렛츠 애프터 섹스(Cigarettes After Sex)는 미국의 앰비언트 팝 밴드이며, 2008년 그렉 곤잘레즈가 결성했다. 데뷔 EP 앨범 I.가 2012년에 발매됐으며, 싱글 앨범 Affection", "K."는 각각 2015년과 2016년에 발매됐다. 그들의 이름을 딴 첫 스튜디오 앨범이 2017년 6월 9일에 발매했다.

## 구성원
2008년에 결성 이래로, 그렉 곤잘레즈가 이끄는 수 많은 구성원들과 협업자들 있었다:
현재 구성원:
- 그렉 곤잘레즈 (Greg Gonzalez) – 리드 보컬, 전기 기타, 어쿠스틱 기타, 베이스
- 랜돌 밀러 (Randall Miller) – 베이스
- 제이컵 톰스키 (Jacob Tomsky) – 드럼

이전 구성원:
- 필립 텁스 (Phillip Tubbs) – 키보드, 전기 기타
- 그렉 리아 (Greg Leah) – 드럼
- 스티브 헤라다 (Steve Herrada) – 키보드
- 에밀리 데이비스 (Emily Davis) – 어쿠스틱 기타

## 디스코그래피

### 정규 앨범
- Cigarettes After Sex (2017)
- Cry (2019)
- X's (2024)

### EP 앨범
- I. (2012)

### 싱글 앨범
- "Affection" (2015)
- "K." (2016)
- "Apocalypse" (2017)
- "Each Time You Fall in Love" (2017)
- "Sweet" (2017)
- "Crush" (2018)
- "Neon Moon" (2018)
- "Heavenly" (2019)
- "Falling In Love" (2019)
- "You're All I Want" (2020)
- "Pistol" (2022)

### 데모 앨범
- Cigarettes After Sex (Romans 13:9) (2011)